# Angelo Pastore
Angelo Pastore (Salerno, 23 maggio 1977) è uno sceneggiatore e autore televisivo italiano.

## Biografia
Diplomato al Centro sperimentale di cinematografia, per il cinema ha scritto L'esodo, film del 2017 diretto da Ciro Formisano e vincitore di numerosi premi tra cui il Gran Premio della stampa estera ai Globi d'Oro 2018.
Per la televisione ha scritto diverse serie televisive per ragazzi trasmesse da Disney, Rai e Netflix (Alex & Co., Penny on M.A.R.S., Sara e Marti, Jams, I cavalieri di Castelcorvo, Halloweird, Di4ri), sit-com (Affari di Famiglia per Jimmy, Quelli dell'Intervallo Cafe per Disney) e serie d'animazione (Clic & Kat, I Saurini e i viaggi del meteorite nero, Lampadino e Caramella).
È autore del documentario televisivo Raffaello - La divina bellezza, scritto per Sky Arte.

## Filmografia

### Cinema
- L'esodo (2017)

### Televisione
- Raffaello - La divina bellezza, Sky Arte, (2016)
- Alex & Co., Disney Channel, (2015-2017)
- Penny on M.A.R.S., Disney Channel, (2018-2019)
- Sara e Marti, Disney Channel, (2018-2020)
- JAMS, Rai Gulp, (2019-2021)
- I cavalieri di Castelcorvo, Disney+, (2020)
- Halloweird, Rai Gulp, (2021)
- Di4ri, Netflix, (2022)